# Берея (Забайкальский край)
Берея — село в Шилкинском районе Забайкальского края России в составе сельского поселения «Номоконовское».

## География
Находится в юго-западной части района на расстоянии примерно 55 километров (по прямой) на юго-запад от города Шилка.

## Климат
Климат резко континентальный с длительной недостаточно снежной зимой и более коротким, теплым, неравномерно увлажненным летом. Зима длится от начала октября до конца марта – начала апреля. Средняя температура воздуха в январе колеблется от -25°С до -29°С. Зима малоснежная. Мощность снежного покрова колеблется от 10-15 см (на пониженных местах) до 20 см (в горах). Лето короткое (от 100 до 115 дней), начинается в конце мая и продолжается до начала сентября. Во второй половине лета выпадает основное количество осадков теплого периода (до 60-80% от годовой суммы), а на реках образуются паводки, иногда переходящие в наводнения. Средние температуры июля составляют +18°С, +20°С, а их максимум может достигать +40°С. Переходные сезоны года короткие (от 35 до 40 дней), при этом для весны характерна ветреная погода.
Часовой пояс
Село Берея находится в часовой зоне МСК+6. Смещение применяемого времени относительно UTC составляет +9:00.

## История
Официальный год основания села 1900. Однако с 1865 года было известно как поселение тунгусов. В 1893 население — 84 чел., в 1916 — 349, в 1923 — 401. В советское время работали колхозы им. Ищенко, «Объединение», «Единство». 

## Население
Постоянное население составляло 154 человека в 2002 году (русские 99%), 121 человек в 2010 году.